# Maestro di Wavrin
Maestro di Wavrin (... – terzo quarto del XV secolo) è stato un artista francese, attivo nella regione di Lilla.

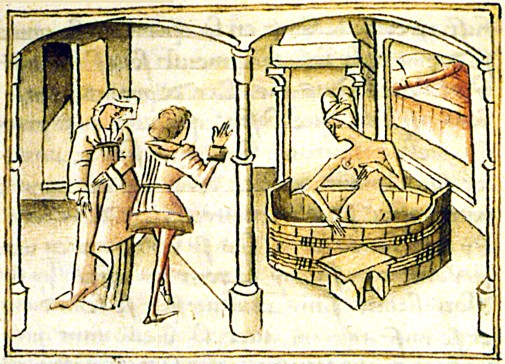
Maestro di Wavrin, Roman de Gèrart 1450-1460, Carta

L'anonimo artista, più disegnatore che pittore, deve il suo nome a Jean de Wavrin, consigliere di re Filippo il Buono, per il quale sembra aver lavorato.
Il maestro lavorò all'illustrazione di opere su carta (in particolare romanzi cavallereschi), con disegni a penna colorati con acquerello.

## Opere
- Le livre des amours du Châstellain de Coucy et de la Dame de Fayel: Biblioteca di Lille, Ms. 134;
- Livre du comte d'Artois: Parigi, Biblioteca nazionale di Francia, MS. fr. 12566;
- Roman de Girart de Nevers: Bruxelles, Biblioteca Reale Alberto I, Ms. 9631;
- Roman d'Oliviers de Castille: Gand, Rijksuniversiteit, Centrale Bibliotheek, Ms. 470.